# Teruhisa Moriyama
Teruhisa Moriyama, född 17 mars 1942 i Hiroshima prefektur, är en japansk före detta volleybollspelare.
Moriyama blev olympisk bronsmedaljör i volleyboll vid sommarspelen 1964 i Tokyo.